# وندل الکسیس
وندل الکسیس (انگلیسی: Wendell Alexis؛ زاده ۳۱ ژوئیهٔ ۱۹۶۴) یک بازیکن بسکتبال اهل ایالات متحده آمریکا است.